# كويز السفلي (غرمسار كرمان)
کویز السفلی (بالفارسية: کویز سفلی) هي قرية تقع في إيران في قسم مردهك الریفي. يقدر عدد سكانها بـ 391 نسمة .